# Rio do Ouro (Colúmbia Britânica)
Rio do Ouro é uma cidade localizada próximo ao centro geográfico da Ilha de Vancouver, na Columbia Britânica, Canadá. Em termos de geografia da ilha, esta é considerada parte da "North Island", mesmo que tecnicamente esta vila se localize na costa oeste da ilha.

## Clima
Gold River tem um clima tipico da costa oeste, Marítimo. Com verões quentes e secos e invernos suaves e chuvosos, durante o inverno constantes sistemas de baixa pressão no Oceano Pacífico fazem com que o inverno seja a altura mais chuvosa do ano. 
A maior parte da precipitação cai como chuva durante todo o ano, mas a neve não é incomum nos meses de inverno com um média 118 cm (46,5 in), mas não costuma ficar muito tempo. 
Os verões são quentes com um clima temperado verão média de 17,6 ° C (63,7 ° F) em julho. Os meses de verão são os mais secos do ano, com apenas 55,4 milímetros (2,2 in) de chuva em julho em comparação com 481,9 milímetros (19,0 in), em novembro. 

A média da queda de chuva durante todo o ano é 2,846.7 mm (112,1 in) fazendo da costa oeste da ilha de Vancouver o mais chuvoso lugar no Canadá. O recorde de temperatura registrado nesta vila foi de 39° C (102.2° F), registrado em 9 de agosto de 1981. O recorde de temperatura mais baixa foi de -19° C (-2,2º F) registado em 28 de janeiro de 1980.

Localização de Rio do Ouro, na Columbia Britânica.